# Brfxxccxxmnpcccclllmmnprxvclmnckssqlbb11116
Brfxxccxxmnpcccclllmmnprxvclmnckssqlbb11116은 1991년 스웨덴에서 태어난 한 아이에게 붙여진 이름으로, /ˈalˌbin/(‘알빈’)으로 발음한다.
원래 아이의 부모는 스웨덴 정부의 엄격한 인명 규칙에 대한 저항으로서, 아이를 법적으로 명명하지 않기로 했다. 지방 법원은 아이의 다섯 번째 생일이 될 때까지 아이의 부모가 이름을 등록하지 못했다며 이들에게 벌금 5,000 스웨덴 크로나(약 650,000 원)를 물렸다. 벌금이 부과되자 이들은 “우리가 예술적 창조물로 평가하는, 의미심장하고 표현주의적인 성과”라며 1996년 5월에 이 43글자 이름을 제출했다. 법원은 이를 기각했고 벌금은 면제되지 않았다.
그러자 이들은 ‘A’(이것도 ‘알빈’으로 발음한다)라는 이름으로 다시 시도했다. 스웨덴에서는 한 글자로 된 이름이 금지되어 있기 때문에, 이번에도 법원은 이들의 신청을 승인하지 않았다. 결국 그 아이는 알빈 구스타프 타르잔 할린(Albin Gustaf Tarzan Hallin)이라는 이름을 갖게 되었다.